# V.O.S.A. Theatre
V.O.S.A. Theatre, jehož název vlastně znamená Volné Občasné Sdružení Akrobatů (Artistů, Alternativců), bylo založeno v roce 2007 Jakubem Vedralem a Jiřím Jurášem. Vznik souvisel s reprezentováním českých umělců v zahraničí. Dlouholetí členové souboru jsou Salvi Salvatore, Alžběta Nováková, Marek Novák, Václav Hanuš, Kristýna Žebrová, Jonáš Janků a Nikol Šneiderová. Soubor je ovšem známý spoluprací s rozličnými hosty napříč divadelními disciplínami.

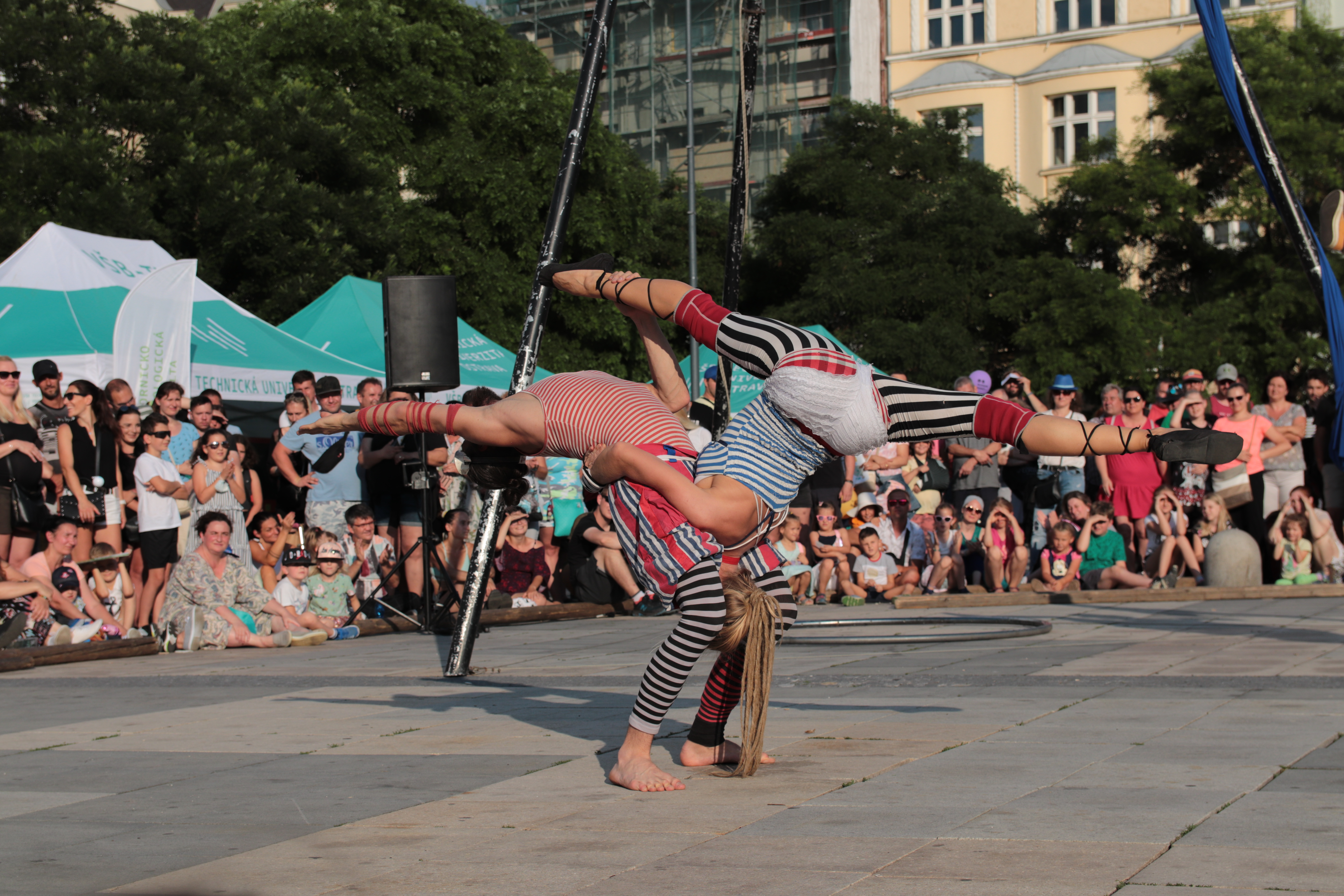
Vysoké Snění 2021

Primární činnost tohoto souboru je na bázi tak zvaného pouličního divadla. Představení V.O.S.A. Theatre snoubí pohybové divadlo, nový cirkus, činohru, živou hudbu a loutkoherectví. Soubor disponuje nejen profesionály ve svém oboru, ale i cirkusovými stroji a obřími loutkami.

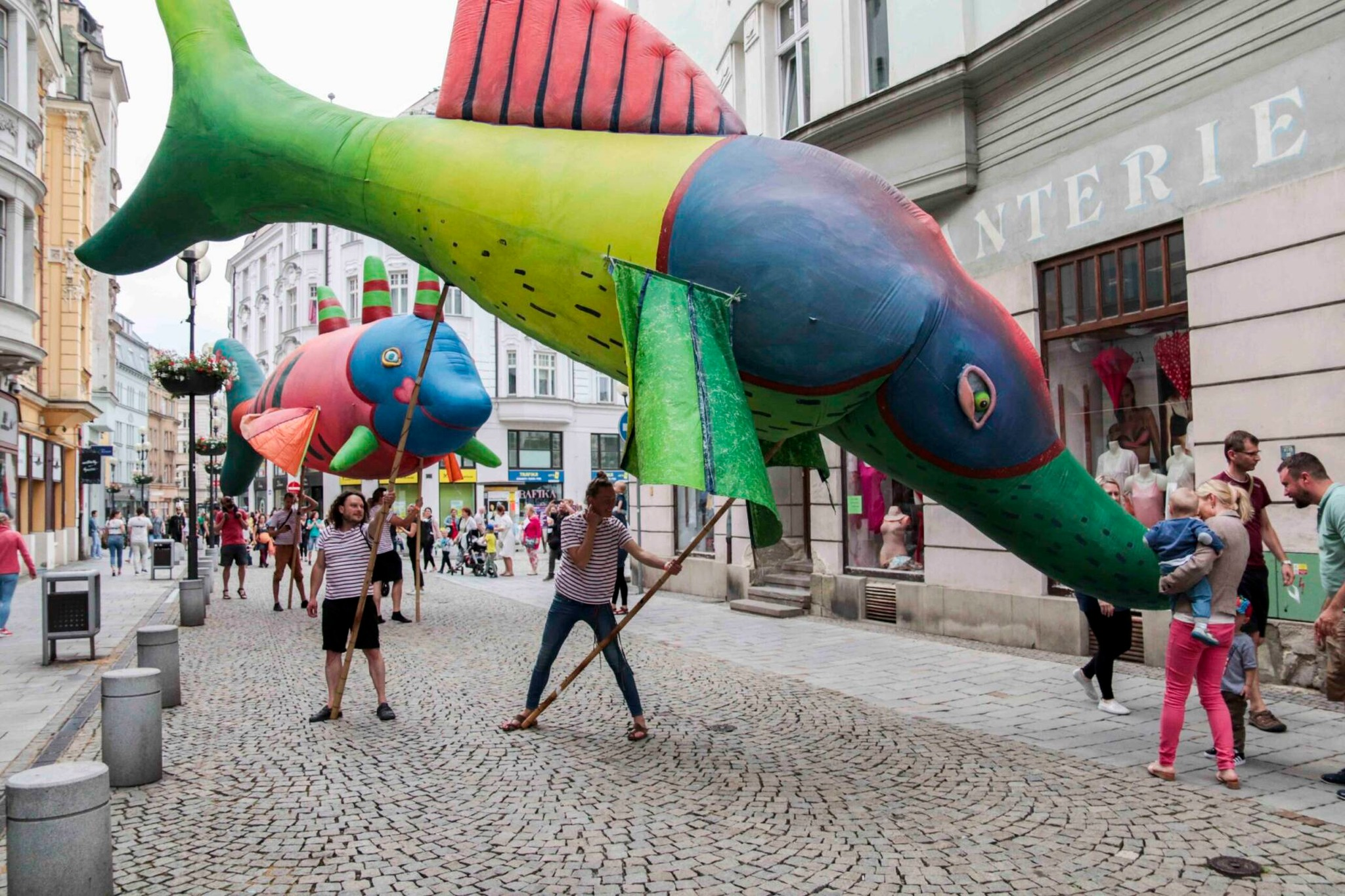
Loutky Ryb v Ostravě, rok 2021

Jedno z nejvýraznějších vystoupení tohoto souboru nese název Vysoké Snění, které mělo premiéru na Světové Výstavě EXPO v Šanghaji v roce 2010.  
V.O.S.A. Theatre účinkovalo na Světových výstavách EXPO, konkrétně v již zmíněném EXPO v Šanghaji 2010, ale i v Bahrajnu 2014, Milánu 2015, a Dubaji 2022. Soubor byl také součástí Obřích loutek v Plzni, akce, která se konala v rámci programu Plzeň Evropské hlavní město kultury v roce 2015.